# Adoretus rosettae
Adoretus rosettae är en skalbaggsart som beskrevs av Frey 1970. Adoretus rosettae ingår i släktet Adoretus och familjen Rutelidae. Inga underarter finns listade i Catalogue of Life.